# Auguste Durand (homme politique)
Pour les articles homonymes, voir Auguste Durand (homonymie) et Durand.
Auguste Durand est un homme politique français né le 23 mars 1874 à Cugand (Vendée) et décédé le 8 février 1969 à Cugand.

## Biographie
Industriel textile, il est conseiller municipal de Cugand en 1900 et maire en 1908, conseiller général du canton de Montaigu en 1919. Il est député de la Vendée de 1928 à 1936, inscrit au groupe des Démocrates populaires. Il est secrétaire de la Chambre en 1932. Il est président du conseil général de la Vendée de 1945 à 1969.

## Hommage
- Grand officier de l'ordre national du Mérite (1968)[1]

Il a donné son nom de son vivant au premier paquebot côtier avec des stabilisateurs anti-roulis reliant l'Île d'Yeu au continent, Le Président Auguste Durand, mis en service en mai 1961.

## Source
- « Auguste Durand (homme politique) », dans le Dictionnaire des parlementaires français (1889-1940), sous la direction de Jean Jolly, PUF, 1960 [détail de l’édition]